# 孔斯貝格襲擊
2021年10月13日，一名男子在挪威首都奥斯陆以西约70公里的孔斯贝格的一个市场用弓箭無差別射杀多人，共造成五人死亡，两人受伤。在袭击发生45分钟后，一名嫌疑犯在与警方对峙时被捕。袭击者来自丹麦的Rainer Winklarson，在襲擊發生時的數年前皈依伊斯蘭教，並且在案發前有極端化傾向。挪威警方推斷此次事件為恐怖襲擊。此次襲擊是挪威自2011年挪威爆炸和枪击事件後，死傷數最高的單一刑事案件。   